# تشارلز نيلسون صل
تشارلز نيلسون صل (بالإنجليزية: Charles Nelson Pray) (و. 1868 – 1963 م) هو سياسي، ومحام، وقاض من الولايات المتحدة الأمريكية .
وهو عضو في الحزب الجمهوري .

## التعليم
تعلم في كلية ميدلبوري.